# Transference
Transference est un jeu vidéo d'aventure développé par Ubisoft Montréal et SpectreVision, et édité par Ubisoft, qui est sorti en 2018 sur PlayStation 4, Xbox One et Windows.